# Elegiaci
De elegiaci is een omvattende term om vijf belangrijke Romeinse dichters van elegieën uit de klassieke oudheid aan te duiden. 

## De elegiaci
- Cornelius Gallus (70 v.Chr. - 26 v. Chr.): hij was een van de eerste elegiaci. Hij heeft de Alexandrijnse dichter Euphorion in het Latijn vertaald. Hij schreef liefdeselegieën, waarvan er nagenoeg geen enkele bewaard is gebleven.
- Gaius Valerius Catullus (ca. 84 v.Chr. - ca. 54 v. Chr.): hij wordt als de voorloper van de Augusteïsche liefdeselegie beschouwd. Vele hebben de vorm van een epigram en worden nagevolgd, onder andere door Marcus Valerius Martialis. Andere zijn meer elegisch en vormen het voorstadium van de elegieën van Tibullus, Propertius en Ovidius.
- Albius Tibullus (ca. 50 v.Chr. - ca. 19 v. Chr.): hij was het briljantste lid van deze literaire kringen. Zijn werk (16 elegieën) vormt de eerste twee boeken van zijn zogenaamde Corpus Tibullianum.
- Sextus Propertius (ca. 49 v.Chr. - ca. 15 v. Chr.): zijn werk omvat vier boeken elegieën, waarin hij vooral zijn liefde voor Cynthia bezingt en waarin hij ook andere onderwerpen, vooral van nationaal-politieke en literair-theoretische aard, behandelt. Hij is ook een poeta doctus vol mythologische verwijzingen.
- Publius Ovidius Naso (20 maart 43 v.Chr. - 17 n. Chr.): hij is de belangrijkste van de vijf elegiaci. Ovidius is vooral bekend van zijn Metamorphoses (Gedaanteveranderingen), maar ook de Amores (erotische gedichten) en de Ars Amatoria zijn onontbeerlijk in zijn oeuvre.

## Romeinse liefdeselegie
De Romeinse dichters hebben het elegisch distichon, zoals trouwens alle versmaten, geleend bij de Grieken. De Romeinse elegie is essentieel voor het liefdesgedicht (liefdeselegie) in de elegische disticha. Dit verklaart waarom bijvoorbeeld Publius Ovidius Naso zijn Ars Amatoria (De Kunst van het Beminnen) in deze versmaat heeft geschreven. Toch werden ook andere thema's behandeld. De elegie is en blijft een vaag genre.